# Johann Elias Bach
Pour les articles homonymes, voir Bach (homonymie).
Apparenté à Jean-Sébastien Bach - son grand-père, Georg Christoph, était le frère de Johann Ambrosius, le père de Johann Sebastian - Johann Elias Bach voit le jour à Schweinfurt le 12 février 1705 et suit des études à l'université d'Iéna, où il s'inscrit le 15 avril 1728. On le retrouve à Leipzig accueilli par le cantor, son oncle. Johann Elias est le précepteur des enfants de Johann Sebastian ainsi que son secrétaire privé tout en bénéficiant de l'enseignement musical de son illustre parent. Il étudie parallèlement la théologie à l'Université de Leipzig de 1739 à 1742. Il part ensuite comme précepteur à Zöschau et revient dans sa ville natale, nommé cantor de la Johanniskirche le 27 mai 1743.
Sitôt après, le 12 novembre 1743, il se marie avec Johanna Rosina Fritsch qui décédera deux ans plus tard sans lui avoir donné d'enfants. Peu de temps plus tard, le 25 janvier 1746, Johann Elias épouse Anna Maria Hüller avec laquelle ils auront quatre enfants.
Il meurt à Schweinfurt le 30 novembre 1755.